# ピエール・メスメル
ピエール・メスメル（フランス語: Pierre Messmer, 1916年3月20日 - 2007年8月29日）は、フランスの政治家。ドゴール派に属した。第2代軍事大臣、ジョルジュ・ポンピドゥー政権で第5代フランス首相を務めた。

## 経歴
1916年3月20日にセーヌ県（現在のヴァル＝ド＝マルヌ県）ヴァンセンヌに誕生する。1871年に自らの帰属をフランスに選んだアルザスの家系である。フランス海外領学校（ENFOM）、フランス国立東洋言語文化研究所を経て、パリ大学を卒業した。
植民地で公務員上級職として勤務していたが、祖国がナチス・ドイツに降伏すると1940年7月、シャルル・ド・ゴールに呼応して自由フランスに参加する。北アフリカ戦線でビル・ハケイムの戦いに従軍している。戦後は植民地行政に戻り、第一次インドシナ戦争では身柄を拘束されたりした。1950年代にはアフリカで勤務した。1956年帰国し、ガストン・ドフェール海外領土相の下で勤務した。
1959年に大統領となったド･ゴールの下で陸軍大臣に就任する。同時にド・ゴール派に参加し、1968年にモゼル県から立候補して国民議会議員となった。メスメルはゴーリストの中でも右派に所属し、ジャック・シャバンデルマス首相の提唱した新社会計画を批判した。
1971年に海外領土相となり、同年にサールブール市長となった（1989年まで）。翌1972年にポンピドゥー大統領とシャバンデルマス首相の対立の結果、シャバンデルマスが辞任し、後任の首相に就任する。ゴーリスト正統派のメスメルは厳粛かつ控えめな秩序を重んじる人間であり、ポンピドゥー大統領の忠実な「中尉」（代理人の意）として振舞った。ポンピドゥー大統領が病気がちであったため、大統領権限も代行することがあった。1974年にポンピドゥーが死去すると、周囲が後任の大統領選挙への立候補を勧める中、これを峻拒して首相も辞した。2007年に91歳で死去した。
作家のモーリス・ドリュオンが入閣し、文化大臣を務めている。